# Фортеця Кероглу
Фортеця Кероглу (азерб. Koroğlu qalası) — середньовічна фортеця, яка знаходиться між селами Галакенд та Міскінлі Гедабекского району Азербайджанської Республіки.

## Розташування
Фортеця Кероглу розташована на висоті 2000 метрів над рівнем моря. Фортеця знаходиться між селами Галакенд і Міскінлі, на вершині скелястого вершини. На західній стороні вежі є крутий обрив. Товщина стін фортеці більше метра в ширину, що робило її стійкою до ворожого нападу. Всередині фортеці збереглися руїни вітряка, тондира і водного резервуару. Передбачається, що існують приховані підземні тунелі.

## Історія
Назва фортеці пов'язано з ім'ям Кероглу. Фортеці з такою назвою зустрічаються в Шамкірі, Гадабае, Товузі та інших регіонах. Як правило, загальна особливість фортець Кероглу — вони в основному побудовані в XVII столітті і у військово-стратегічному становищі на висотних, недоступних місцях. Деякі дослідники стверджують, що вік пам'ятника старше. За їхніми словами, вік цих пам'ятників сходить далі, ніж Кероглу, який жив в XVI—XVII століттях.